# Iglesia de Huasquiña
La Iglesia de Huasquiña es un templo católico ubicado en la localidad de Huasquiña, comuna de Huara, Región de Tarapacá, Chile. Fue declarada monumento nacional de Chile, en la categoría de monumento histórico, mediante el Decreto Supremo n.º 1638, del 16 de diciembre de 1983.

## Historia
Se construyó, según la inscripción en la entrada, en 1752, mientras que se reedificó en 1885, según una inscripción en una ventana posterior. En 1985 se mejoró su estructura al agregarle elementos de hormigón armado, rellenos de piedra y barro. El terremoto de 2005 dejó a la iglesia con varios daños, dentro de los que se cuentan el colapso de la sacristía y el baptisterio, y la fractura de varios muros, por lo que tuvo que ser reconstruida. Estas obras se inauguraron en junio de 2016.

## Descripción
De estilo barroco andino, la iglesia es de una nave con planta rectangular, con una torre campanario adosada. Sus muros son de piedra con estuco de barro, mientras que su techumbre a dos aguas es de paja brava. El atrio es delimitado por una banda de piedra. Cuenta con un retablo de madera policromada.